# Inventario federale dei paesaggi, siti e monumenti naturali d'importanza nazionale
L'Inventario federale dei paesaggi, siti e monumenti naturali (in tedesco Bundesinventar der Landschaften und Naturdenkmäler, BLN; in francese Inventaire fédéral des paysages, sites et monuments naturels, IFP; in romancio Inventari federal da las cuntradas e dals monuments natirals, IFC), comunemente chiamato inventario IFP, è una lista stilata dal governo svizzero per designare i paesaggi svizzeri di maggior pregio. L'inventario è stato istituito gradualmente tra il 1977 e il 1988 e contiene 162 oggetti.

## Classificazione

### Criteri originari
Alla introduzione dell'inventario, i paesaggi selezionati dovevano appartenere a una di quattro tipologie:
- Paesaggi unici: oggetti unici per la loro bellezza, singolarità, importanza scientifica, ecologica o geografico-culturale
- Paesaggi tipici della Svizzera: paesaggi prossimi allo stato naturale che presentano una morfologia del territorio particolarmente caratteristica per una determinata regione, testimonianze storico-culturali e spazi vitali importanti per la flora e la fauna.
- Paesaggi ricreativi di ampie dimensioni: paesaggi che invitano a camminare e a vivere la natura e che contribuiscono in modo rilevante al benessere psicofisico delle persone e alla formazione di un legame identitario con il territorio.
- Siti e monumenti naturali: singoli oggetti di natura biotica o abiotica quali massi erratici, affioramenti rocciosi rilevanti e forme caratteristiche del paesaggio

Tuttavia, tale classificazione non fu mai adottata all'atto pratico e i paesaggi non furono mai classificati in una delle categorie sopraelencate, anche per la difficoltà a attribuire certi criteri soggettivi menzionati nelle tipologie.

### Classificazione geografica
Ogni oggetto nell'inventario è indicato con un codice a quattro cifre. Le prime due cifre indicano l'area geografica di riferimento fra le seguenti:
- 10 – Giura piegato
- 11 – Giura tabulare e piede nord del Giura
- 12 – Altipiano occidentale
- 13 – Altipiano centrale
- 14 – Altipiano settentrionale e orientale
- 15 – Versante nord-occidentale delle Alpi
- 16 – Regioni centrali e orientali del versante nord delle Alpi
- 17 – Vallese
- 18 – Ticino
- 19 – Grigioni

### Proposte di classificazione
Un recente studio promosso dall'Ufficio federale dell'ambiente ha proposto una nuova classificazione, che divide gli oggetti dell'IFP in monumenti naturali e in paesaggi e in successive sottocategorie, basata sulla categorizzazione usata dall'Unione internazionale per la conservazione della natura.

## Lista
La lista degli oggetti presenti nell'inventario è la seguente (aggiornamento giugno 2017). Questa lista è suscettibile di variazioni e potrebbe essere incompleta o non aggiornata.

| Immagine | Codice | Nome                                                              | Cantone                                           | Iscrizione | Revisione  |
| -------- | ------ | ----------------------------------------------------------------- | ------------------------------------------------- | ---------- | ---------- |
|          | 1001   | Linkes Bielerseeufer                                              | Berna                                             | 1977       |            |
|          | 1002   | Chasseral                                                         | Berna, Neuchâtel                                  | 1977       |            |
|          | 1003   | Tourbière des Ponts-de-Martel                                     | Neuchâtel                                         | 1977       |            |
|          | 1004   | Creux du Van et Gorges de l'Areuse                                | Neuchâtel, Vaud                                   | 1977       |            |
|          | 1005   | Vallée de la Brévine                                              | Neuchâtel                                         | 1977       |            |
|          | 1006   | Vallée du Doubs                                                   | Giura, Neuchâtel                                  | 1977       | 1983       |
|          | 1007   | La Dôle                                                           | Vaud                                              | 1977       | 1998       |
|          | 1008   | Franches-Montagnes                                                | Giura, Berna                                      | 1977       | 1983       |
|          | 1009   | Gorges du Pichoux                                                 | Berna, Giura                                      | 1977       | 1983       |
|          | 1010   | Weissenstein                                                      | Soletta                                           | 1977       | 1996       |
|          | 1011   | Lägerngebiet                                                      | Argovia, Zurigo                                   | 1977       |            |
|          | 1012   | Belchen-Passwang-Gebiet                                           | Basilea Campagna, Soletta                         | 1983       |            |
|          | 1013   | Roches de Châtollion                                              | Neuchâtel                                         | 1983       | 1996       |
|          | 1014   | Chassagne                                                         | Vaud                                              | 1983       | 1998       |
|          | 1015   | Pied sud du Jura proche de La Sarraz                              | Vaud                                              | 1983       | 1998       |
|          | 1016   | Aarewaage Aarburg                                                 | Argovia, Soletta                                  | 1996       |            |
|          | 1017   | Aargauer und östlicher Solothurner Faltenjura                     | Argovia, Soletta                                  | 1996       |            |
|          | 1018   | Aareschlucht in Brugg                                             | Argovia                                           | 1996       |            |
|          | 1019   | Wasserschloss beim Zusammenfluss von Aare, Reuss und Limmat       | Argovia                                           | 1996       |            |
|          | 1020   | Ravellenflue und Chluser Roggen                                   | Soletta                                           | 1996       |            |
|          | 1021   | Gorges de Moutier                                                 | Berna                                             | 1996       |            |
|          | 1022   | Vallée de Joux et Haut-Jura vaudois                               | Vaud                                              | 1998       |            |
|          | 1023   | Mormont                                                           | Vaud                                              | 1998       |            |
|          | 1101   | Étangs de Bonfol et de Vendlincourt                               | Giura                                             | 1977       | 1983       |
|          | 1102   | Randen                                                            | Sciaffusa                                         | 1977       |            |
|          | 1103   | Koblenzer Laufen                                                  | Argovia                                           | 1977       |            |
|          | 1104   | Tafeljura nördlich von Gelterkinden                               | Basilea Campagna                                  | 1983       |            |
|          | 1105   | Baselbieter und Fricktaler Tafeljura                              | Argovia, Basilea Campagna, Soletta                | 1983       | 1996       |
|          | 1106   | Chilpe bei Diegten                                                | Basilea Campagna                                  | 1983       | 1996       |
|          | 1107   | Gempenplateau                                                     | Basilea Campagna, Soletta                         | 1983       |            |
|          | 1108   | Aargauer Tafeljura                                                | Argovia                                           | 1996       |            |
|          | 1109   | Aarelandschaft bei Klingnau                                       | Argovia                                           | 1996       |            |
|          | 1110   | Wangen- und Osterfingertal                                        | Sciaffusa                                         | 1996       |            |
|          | 1201   | La Côte                                                           | Vaud                                              | 1977       | 1998       |
|          | 1202   | Lavaux                                                            | Vaud                                              | 1977       | 1998       |
|          | 1203   | Grèves vaudoises de la rive nord du lac de Neuchâtel              | Vaud                                              | 1977       | 1998       |
|          | 1204   | Rhône genevois – Vallons de l'Allondon et de la Laire             | Ginevra                                           | 1977       | 1996       |
|          | 1205   | Bois de Chênes                                                    | Vaud                                              | 1977       |            |
|          | 1206   | Coteaux de Cortaillod et de Bevaix                                | Neuchâtel                                         | 1977       |            |
|          | 1207   | Marais de la haute Versoix                                        | Vaud                                              | 1977       | 1998       |
|          | 1208   | Rive sud du lac de Neuchâtel                                      | Vaud, Friburgo, Neuchâtel, Berna                  | 1983       | 1998       |
|          | 1209   | Mont Vully                                                        | Friburgo                                          | 1983       |            |
|          | 1210   | Chanivaz – Delta de l'Aubonne                                     | Vaud                                              | 1996       |            |
|          | 1301   | St. Petersinsel – Heidenweg                                       | Berna                                             | 1977       |            |
|          | 1302   | Alte Aare – Alte Zihl                                             | Berna                                             | 1977       | 1996       |
|          | 1303   | Hallwilersee                                                      | Argovia, Lucerna                                  | 1977       |            |
|          | 1304   | Baldeggersee                                                      | Lucerna                                           | 1977       |            |
|          | 1305   | Reusslandschaft                                                   | Argovia, Zugo, Zurigo                             | 1977       |            |
|          | 1306   | Albiskette – Reppischtal                                          | Zurigo                                            | 1983       |            |
|          | 1307   | Glaziallandschaft Lorze – Sihl mit Höhronenkette und Schwantenau  | Svitto, Zugo, Zurigo                              | 1983       |            |
|          | 1308   | Moorlandschaft zwischen Rothenthurm und Biberbrugg                | Svitto, Zugo                                      | 1983       |            |
|          | 1309   | Zugersee                                                          | Lucerna, Svitto, Zugo                             | 1983       |            |
|          | 1310   | Gletschergarten Luzern                                            | Lucerna                                           | 1983       |            |
|          | 1311   | Napfbergland                                                      | Berna, Lucerna                                    | 1983       |            |
|          | 1312   | Wässermatten in den Tälern der Langete, der Rot und der Önz       | Berna, Lucerna                                    | 1983       | 1996       |
|          | 1313   | Steineberg – Steinhof – Burgäschisee                              | Berna, Soletta                                    | 1983       |            |
|          | 1314   | Aarelandschaft zwischen Thun und Bern                             | Berna                                             | 1983       |            |
|          | 1315   | Amsoldinger- und Übeschisee                                       | Berna                                             | 1983       |            |
|          | 1316   | Stausee Niederried                                                | Berna                                             | 1983       |            |
|          | 1317   | Endmoränenzone von Staffelbach                                    | Argovia                                           | 1996       |            |
|          | 1318   | Wauwilermoos – Hagimoos – Mauesee                                 | Lucerna                                           | 1996       |            |
|          | 1319   | Aareknie Wolfwil-Wynau                                            | Berna, Soletta                                    | 1996       |            |
|          | 1320   | Schwarzenburgerland mit Sense- und Schwarzwasserschlucht          | Berna, Friburgo                                   | 1996       |            |
|          | 1321   | Oberes Emmental mit Räbloch, Schopfgrabe und Rämisgumme           | Berna                                             | 1996       |            |
|          | 1401   | Drumlinlandschaft Zürcher Oberland                                | Zurigo                                            | 1977       |            |
|          | 1402   | Imenberg                                                          | Turgovia                                          | 1977       |            |
|          | 1403   | Glaziallandschaft zwischen Thur und Rhein                         | Turgovia, Zurigo                                  | 1977       | 1983       |
|          | 1404   | Glaziallandschaft zwischen Neerach und Glattfelden                | Zurigo                                            | 1977       |            |
|          | 1405   | Frauenwinkel – Ufenau – Lützelau                                  | Svitto                                            | 1977       |            |
|          | 1406   | Obersee                                                           | San Gallo, Svitto                                 | 1977       | 1996       |
|          | 1407   | Chatzenseen                                                       | Zurigo                                            | 1977       |            |
|          | 1408   | Jörentobel                                                        | Zurigo                                            | 1977       |            |
|          | 1409   | Pfäffikersee                                                      | Zurigo                                            | 1977       |            |
|          | 1410   | Irchel                                                            | Zurigo                                            | 1977       |            |
|          | 1411   | Untersee – Hochrhein                                              | Sciaffusa, Turgovia, Zurigo                       | 1983       |            |
|          | 1412   | Rheinfall                                                         | Sciaffusa, Zurigo                                 | 1983       |            |
|          | 1413   | Thurgauisch-fürstenländische Kulturlandschaft mit Hudelmoos       | San Gallo, Turgovia                               | 1983       |            |
|          | 1414   | Thurlandschaft zwischen Lichtensteig und Schwarzenbach            | San Gallo                                         | 1983       | 1996       |
|          | 1415   | Böllenbergtobel bei Uznach                                        | San Gallo                                         | 1983       |            |
|          | 1416   | Kaltbrunner Riet                                                  | San Gallo                                         | 1983       |            |
|          | 1417   | Lützelsee – Seeweidsee – Ütziker Riet                             | Zurigo                                            | 1983       |            |
|          | 1418   | Espi – Hölzli                                                     | Turgovia                                          | 1983       |            |
|          | 1419   | Pfluegstein ob Herrliberg                                         | Zurigo                                            | 1983       |            |
|          | 1420   | Hörnli-Bergland                                                   | San Gallo, Turgovia, Zurigo                       | 1996       |            |
|          | 1501   | Gälte – Iffigen                                                   | Berna                                             | 1977       |            |
|          | 1502   | Les Grangettes                                                    | Vaud                                              | 1977       | 1998       |
|          | 1503   | Diablerets – Vallon de Nant- Derborence (partie ouest)            | Vaud, Vallese                                     | 1977       | 1998       |
|          | 1504   | Vanil Noir                                                        | Friburgo, Vaud                                    | 1977       | 1996, 1998 |
|          | 1505   | Hohgant                                                           | Berna                                             | 1977       |            |
|          | 1506   | Chaltenbrunnenmoor – Wandelalp                                    | Berna                                             | 1977       |            |
|          | 1507   | Berner Hochalpen und Aletsch-Bietschhorn-Gebiet (nördlicher Teil) | Berna, Vallese                                    | 1983       | 1996       |
|          | 1508   | Weissenau                                                         | Berna                                             | 1983       |            |
|          | 1509   | Luegibodenblock                                                   | Berna                                             | 1983       |            |
|          | 1510   | La Pierreuse – Gummfluh – Vallée de L'Étivaz                      | Vaud, Berna                                       | 1983       | 1998       |
|          | 1511   | Giessbach                                                         | Berna                                             | 1996       |            |
|          | 1512   | Aareschlucht zwischen Innertkirchen und Meiringen                 | Berna                                             | 1996       |            |
|          | 1513   | Engstligenalp und Entschligefäll                                  | Berna                                             | 1996       |            |
|          | 1514   | Breccaschlund                                                     | Friburgo                                          | 1996       |            |
|          | 1515   | Tour d'Aï – Dent de Corjon                                        | Friburgo, Vaud                                    | 1998       |            |
|          | 1601   | Silberen                                                          | Svitto, Glarona                                   | 1977       |            |
|          | 1602   | Murgtal – Mürtschen                                               | Glarona, San Gallo                                | 1977       |            |
|          | 1603   | Maderanertal – Fellital                                           | Uri                                               | 1977       |            |
|          | 1604   | Lauerzersee                                                       | Svitto                                            | 1977       |            |
|          | 1605   | Pilatus                                                           | Lucerna, Nidvaldo, Obvaldo                        | 1977/2017  |            |
|          | 1606   | Vierwaldstättersee mit Kernwald, Bürgenstock und Rigi             | Lucerna, Nidvaldo, Obvaldo, Svitto, Uri           | 1983       | 2017       |
|          | 1607   | Bergsturzgebiet von Goldau                                        | Svitto, Zugo                                      | 1983       |            |
|          | 1608   | Flyschlandschaft Haglere – Glaubenberg – Schlieren                | Lucerna, Obvaldo                                  | 1983       |            |
|          | 1609   | Schratteflue                                                      | Lucerna                                           | 1983       |            |
|          | 1610   | Scheidnössli                                                      | Uri                                               | 1983       |            |
|          | 1611   | Lochsiten bei Schwanden                                           | Glarona                                           | 1983       |            |
|          | 1612   | Säntisgebiet                                                      | Appenzello Esterno, Appenzello Interno, San Gallo | 1996       |            |
|          | 1613   | Speer – Churfirsten – Alvier                                      | San Gallo                                         | 1996       |            |
|          | 1614   | Taminaschlucht                                                    | San Gallo                                         | 1996       |            |
|          | 1615   | Melser Hinterberg – Flumser Kleinberg                             | San Gallo                                         | 1996       |            |
|          | 1701   | Binntal                                                           | Vallese                                           | 1977       |            |
|          | 1702   | Lac de Tanay                                                      | Vallese                                           | 1977       |            |
|          | 1703   | Haut Val de Bagnes                                                | Vallese                                           | 1977       |            |
|          | 1704   | Mont d'Orge                                                       | Vallese                                           | 1977       |            |
|          | 1705   | Valère et Tourbillon                                              | Vallese                                           | 1977       |            |
|          | 1706   | Berner Hochalpen und Aletsch-Bietschhorn-Gebiet (südlicher Teil)  | Berna, Vallese                                    | 1983       | 1998       |
|          | 1707   | Dent Blanche – Matterhorn – Monte Rosa                            | Vallese                                           | 1983       | 1998       |
|          | 1708   | Pyramides d'Euseigne                                              | Vallese                                           | 1983       |            |
|          | 1709   | Blocs erratiques au-dessus de Monthey et de Collombey             | Vallese                                           | 1983       |            |
|          | 1710   | Rhonegletscher mit Vorgelände                                     | Vallese                                           | 1996       |            |
|          | 1711   | Raron – Heidnischbiel                                             | Vallese                                           | 1996       | 1998       |
|          | 1712   | Les Follatères – Mont du Rosel                                    | Vallese                                           | 1996       |            |
|          | 1713   | Diablerets – Vallon de Nant – Derborence (partie est)             | Vaud, Vallese                                     | 1996       |            |
|          | 1714   | Bergji – Platten                                                  | Vallese                                           | 1998       |            |
|          | 1715   | Gorges du Trient                                                  | Vallese                                           | 1998       |            |
|          | 1716   | Pfynwald – Illgraben                                              | Vallese                                           | 1998       |            |
|          | 1717   | Laggintal – Zwischbergental                                       | Vallese                                           | 1998       |            |
|          | 1718   | Val de Réchy – Sasseneire                                         | Vallese                                           | 1998       |            |
|          | 1801   | Piora – Lucomagno – Dötra                                         | Ticino                                            | 1977       |            |
|          | 1802   | Delta del Ticino e della Verzasca                                 | Ticino                                            | 1977       |            |
|          | 1803   | Monte Generoso                                                    | Ticino                                            | 1977       |            |
|          | 1804   | Monte San Giorgio                                                 | Ticino                                            | 1977       |            |
|          | 1805   | Monte Caslano                                                     | Ticino                                            | 1977       |            |
|          | 1806   | Ponte Brolla – Arcegno                                            | Ticino                                            | 1977       |            |
|          | 1807   | Val Verzasca                                                      | Ticino                                            | 1983       |            |
|          | 1808   | Val Bavona                                                        | Ticino                                            | 1983       |            |
|          | 1809   | Campolungo – Campo Tencia – Piumogna                              | Ticino                                            | 1983       |            |
|          | 1810   | San Salvatore                                                     | Ticino                                            | 1983       |            |
|          | 1811   | Arbòstora – Morcote                                               | Ticino                                            | 1983       |            |
|          | 1812   | Gandria e dintorni                                                | Ticino                                            | 1983       |            |
|          | 1813   | Denti della Vecchia                                               | Ticino                                            | 1983       |            |
|          | 1814   | Paesaggio fluviale e antropico della Valle di Blenio              | Ticino                                            | 1996       |            |
|          | 1901   | Lai da Tuma                                                       | Grigioni                                          | 1977       |            |
|          | 1902   | Ruinaulta                                                         | Grigioni                                          | 1977       |            |
|          | 1903   | Auenlandschaft am Unterlauf des Hinterrheins                      | Grigioni                                          | 1977       |            |
|          | 1904   | Val da Camp                                                       | Grigioni                                          | 1977       |            |
|          | 1905   | Kesch-Ducan-Gebiet                                                | Grigioni                                          | 1977       |            |
|          | 1906   | Trockengebiet im vorderen Domleschg                               | Grigioni                                          | 1977       |            |
|          | 1907   | Quellgebiet des Hinterrheins – Passo del San Bernardino           | Grigioni                                          | 1977       |            |
|          | 1908   | Oberengadiner Seenlandschaft und Berninagruppe                    | Grigioni                                          | 1983       |            |
|          | 1909   | Piz Arina                                                         | Grigioni                                          | 1983       |            |
|          | 1910   | Silvretta – Vereina                                               | Grigioni                                          | 1983       |            |
|          | 1911   | Tomalandschaft bei Domat/Ems                                      | Grigioni                                          | 1983       |            |
|          | 1912   | Paludi del San Bernardino                                         | Grigioni                                          | 1996       |            |
|          | 1913   | Greina – Piz Medel                                                | Grigioni, Ticino                                  | 1996       |            |
|          | 1914   | Plasseggen – Schijenflue                                          | Grigioni                                          | 1996       |            |
|          | 1915   | Schweizerischer Nationalpark und angrenzende Gebiete              | Grigioni                                          | 1996       |            |
|          | 1916   | Val Bondasca – Val da l'Albigna                                   | Grigioni                                          | 1998       |            |